# 合果木属
合果木属（学名：Paramichelia）,也称合果含笑属，是木兰科下的一个属，为乔木植物。该属共有3种，分布于中印半岛和中国云南南部。

## 下属物种
- 合果木 Paramichelia baillonii